# Vương quốc Thịnh vượng chung

Vương quốc Khối thịnh vượng chung hiện tại là màu xanh nước biển. Vương quốc Khối thịnh vượng chung ngày xưa thì là màu đỏ.

Vương quốc Thịnh vượng chung (tiếng Anh: Commonwealth realm) là tập hợp các quốc gia tự trị nằm trong Khối Thịnh vượng chung và có Quốc vương Charles III là quân vương trị vì theo hiến pháp của họ. Khối Thịnh vượng chung hiện nay bao gồm 52 nước nhưng chỉ 15 trong số đó là theo chế độ quân chủ do Quốc vương Charles III trị vì (5 vương quốc khác có quân chủ riêng của mình). 15 vương quốc này được gọi là các Vương quốc Thịnh vượng chung. Nếu gộp lại, các vương quốc này có tổng diện tích là 18,8 triệu km² (7.3 triệu mi², không tính đến một phần của vùng đất Nam Cực thuộc quyền), và có dân số đến 137 triệu. Chỉ trừ có hai triệu người không sống trong 6 quốc gia đông dân nhất trong Vương quốc Khối thịnh vượng chung: Vương quốc Anh, Canada, Úc, Papua New Guinea, New Zealand, và Jamaica.
Hầu hết tất cả các vương quốc đều đã là thuộc địa của Anh và từ đó trở thành các quốc gia tự trị, chỉ có một trường hợp cá biệt là trường hợp của Vương quốc Liên hiệp Anh và Bắc Ireland và Papua New Guinea. Papua New Guinea được thành lập vào năm 1975 để liên minh cùng với cựu quốc gia New Guinea thuộc Đức. New Guinea thuộc Đức do Úc quản lý dưới dạng bảo hộ trước khi quốc gia này trở thành độc lập. Và các cựu thuộc địa của Papua bị kiểm soát bởi chính quyền Vương quốc Anh thông qua Úc từ năm 1905. Các vương quốc xuất hiện đầu tiên ban đầu là thuộc địa của Anh và sau đó trở thành quốc gia tự trị (tiếng Anh: Dominion) trong Đế chế Anh.
Trong một khoảng thời gian, chữ cũ Dominion được sử dụng nhắc đến những vương quốc không liên quan gì đến nước Anh, tuy nhiên tình hình đã thay đổi khi các quốc gia đó được cho phép thành lập quốc hội tự trị. Chữ Dominion vẫn được sử dụng cho đến ngày nay nhưng rất hiếm vì chữ vương quốc (realm) được tạo ra vào khoảng thời gian lễ đăng quang nữ hoàng Elizabeth II vào năm 1952. Nó cho phép hình thành một hệ thống chính phủ theo kiểu hoàng gia thời hiện đại và cho phép đặt tên tùy theo mỗi quốc gia. Từ "Vương quốc Thịnh vượng chung" thực tế chưa trở thành từ chính thức và chưa được sử dụng trong các văn bản luật pháp; từ này được sử dụng chủ yếu để dễ dàng phân biệt các quốc gia trong nhóm quốc gia, có cùng một quốc vươngquân vươngquốc gia thuộc nhóm khối vượng chung Anh.
Quốc gia gần đây nhất rút khỏi Vương quốc Thịnh vượng chung là Barbados, một quốc đảo ở vùng biển Caribe, vào ngày 30 tháng 11 năm 2021 để trở thành một nước cộng hòa.

## Các vương quốc hiện tại trong Vương quốc Khối thịnh vượng chung
| Quốc gia                                | Dân số | Chế độ quân chủ                                 | Ngày | Danh hiệu của quốc vương | Cờ hoàng gia tự trị |
| --------------------------------------- | ------ | ----------------------------------------------- | ---- | --- | ------------------- |
| Antigua và Barbuda                      | 0.08   | Chế độ quân chủ của Antigua và Barbuda          | 1981 | Charles đệ tam, bởi ơn huệ của Chúa, Quốc vương của Antigua và Barbuda và Quốc vương của các Vương quốc và lãnh thổ khác của ngài, Người Đứng đầu Vương quốc Khối thịnh vượng chung. tiếng Anh: Charles the Third, by the Grace of God, King of Antigua and Barbuda and of His other Realms and Territories, Head of the Commonwealth                                            | Không có            |
| Úc                                      | 22.75  | Chế độ quân chủ của Úc                          | 1942 | Charles đệ tam, bởi ơn huệ của Chúa, Quốc vương của Úc và Quốc vương của các Vương quốc và lãnh thổ khác của ngài, Người Đứng đầu Vương quốc Khối thịnh vượng chung. |                     |
| Quần đảo Bahamas                        | 0.35   | Chế độ quân chủ của Quần đảo Bahamas            | 1973 | Charles đệ tam, bởi ơn huệ của Chúa, Quốc vương của quần đảo Bahamas và Quốc vương của các Vương quốc và lãnh thổ khác của ngài, Người Đứng đầu Vương quốc Khối thịnh vượng chung. | Không có            |
| Belize                                  | 0.33   | Chế độ quân chủ của Belize                      | 1981 | Charles đệ tam, bởi ơn huệ của Chúa, Quốc vương của Belize và quốc vương của các Vương quốc và lãnh thổ khác của ngài, người đứng đầu Vương quốc Khối thịnh vượng chung. | Không có            |
| Canada                                  | 34.63  | Chế độ quân chủ của Canada                      | 1931 | tiếng Anh: Charles đệ tam, bởi ơn huệ của Chúa, Quốc vương của Canada và quốc vương của các Vương quốc và lãnh thổ khác của ngài, người đứng đầu Vương quốc Khối thịnh vượng chung và là người bảo vệ đức tin. tiếng Pháp: Charles Trois, par la grâce de Dieu Roi du Royaume-Uni, du Canada et de ses autres royaumes et territoires, Chef du Commonwealth, Défenseur de la Foi |                     |
| Grenada                                 | 0.11   | Chế độ quân chủ của Grenada                     | 1974 | Charles đệ tam, bởi ơn huệ của Chúa, Quốc vương của Grenada và Quốc vương của các Vương quốc và lãnh thổ khác của ngài, Người Đứng đầu Vương quốc Khối thịnh vượng chung. | Không có            |
| Jamaica                                 | 2.85   | Chế độ quân chủ của Jamaica                     | 1962 | Charles đệ tam, bởi ơn huệ của Chúa, Quốc vương của Jamaica và Quốc vương của các Vương quốc và lãnh thổ khác của ngài, Người Đứng đầu Vương quốc Khối thịnh vượng chung. |                     |
| New Zealand                             | 4.39   | Chế độ quân chủ của New Zealand                 | 1947 | Charles đệ tam, bởi ơn huệ của Chúa, Quốc vương của New Zealand và Quốc vương của các Vương quốc và lãnh thổ khác của ngài, Người Đứng đầu Vương quốc Khối thịnh vượng chung và Người Bảo vệ Đức tin. |                     |
| Papua New Guinea                        | 6.19   | Chế độ quân chủ của Papua New Guinea            | 1975 | Charles đệ tam, Quốc vương của Papua New Guinea và Quốc vương của các Vương quốc và lãnh thổ khác của ngài, Người Đứng đầu Vương quốc Khối thịnh vượng chung. | Không có            |
| Saint Kitts and Nevis                   | 0.05   | Chế độ quân chủ của Saint Kitts và Nevis        | 1983 | Charles đệ tam, bởi ơn huệ của Chúa, Quốc vương của Saint Kitts và Nevis và Quốc vương của các Vương quốc và lãnh thổ khác của ngài, Người Đứng đầu Vương quốc Khối thịnh vượng chung. | Không có            |
| Saint Lucia                             | 0.17   | Chế độ quân chủ của Saint Lucia                 | 1979 | Charles đệ tam, bởi ơn huệ của Chúa, Quốc vương của Saint Lucia và quốc vương của các Vương quốc và lãnh thổ khác của ngài, người đứng đầu Vương quốc Khối thịnh vượng chung. | Không có            |
| Saint Vincent và the Grenadines         | 0.12   | Chế độ quân chủ của Saint Vincent và Grenadines | 1979 | Charles đệ tam, bởi ơn huệ của Chúa, Quốc vương của Saint Vincent và the Grenadines và quốc vương của các Vương quốc và lãnh thổ khác của ngài, người đứng đầu Vương quốc Khối thịnh vượng chung. | Không có            |
| Quần đảo Solomon                        | 0.52   | Chế độ quân chủ của Quần đảo Solomon            | 1978 | Charles đệ tam, bởi ơn huệ của Chúa, Quốc vương của Quần đảo Solomon và quốc vương của các Vương quốc và lãnh thổ khác của ngài, người đứng đầu Vương quốc Khối thịnh vượng chung. | Không có            |
| Tuvalu                                  | 0.01   | Chế độ quân chủ của Tuvalu                      | 1978 | Charles đệ tam, bởi ơn huệ của Chúa, Quốc vương của Tuvalu và quốc vương của các Vương quốc và lãnh thổ khác của ngài, người đứng đầu Vương quốc Khối thịnh vượng chung. | Không có            |
| Vương quốc Liên hiệp Anh và Bắc Ireland | 62.26  | Chế độ quân chủ của Vương quốc Anh              | n/a  | tiếng Anh: Charles đệ tam, bởi ơn huệ của Chúa, Quốc vương của Vương quốc Anh và quốc vương của các Vương quốc và lãnh thổ khác của ngài, người đứng đầu Vương quốc Khối thịnh vượng chung, và người bảo vệ của đức tin tiếng Latinh: Carolus III, Dei Gratia Britanniarum Regnorumque Suorum Ceterorum Rex, Consortionis Populorum Princeps, Fidei Defensor                     |                     |
| 1. 2. 3. 4. 5.                          |        |                                                 |      | |                     |